# Kalačinsk
Kalačinsk (ruski:Калачинск) je grad u Omskoj oblasti u Rusiji. Nalazi se 100 km istočno od Omska, na lijevoj obali rijeke Oma, duž najzapošljenijeg dijela 
Transsibirske željeznice, iza dijela gdje se 
njeni sjeverni i južni ogranci sastaju u Omsku. Zemljopisni položaj 
mu je 55° 05' sjever i 74° 57' istok.
Broj stanovnika: 23.200 (2004.)
Kalačinsk se često naziva Kalačiki. U sovjetsko doba 
ograničavane trgovine, steklo je lokalnu slavu po svojim vikendnim 
"tolkučkama". Pomognuto posjetiteljima koji su pristizali 
"električkama", otvoreni bušjak je vrvio svojim životom, 
naizgled prkosivši boljševičkoj zbilji. 
Osnovan je 1795. godine. Gradski status je stekao 1992. godine.
Vremenska zona: Moskovsko vrijeme+3

## Vanjske poveznice
- Stranice grada Kalačinska
- Maleni grad na velikom internetu